# 群论
在数学和抽象代数中，群论（英語：Group theory）研究名为群的代数结构。
群在抽象代数中具有基本的重要地位：许多代数结构，包括环、域和向量空间等可以看作是在群的基础上添加新的运算和公理而形成的。群的概念在数学的许多分支都有出现，而且群论的研究方法也对抽象代数的其它分支有重要影响。线性代数群和李群作为群论的分支，在经历了重大的发展之后，已经形成相对独立的研究领域。
群论的重要性还体现在物理学和化学的研究中，因为许多不同的物理结构，如晶体结构和氢原子结构可以用群论方法来进行建模。于是群论和相关的群表示论在物理学和化学中有大量的应用。
群论中的重要结果，有限单群分类是20世纪数学最重要的结果之一。该定理的证明是集体努力的结果，它的证明出现在1960年和1980年之间出版的超过10,000页的期刊上。

## 历史
群论在历史上主要有三个来源：数论，代数方程理论和几何学。数论中出现的对群的研究始于莱昂哈德·欧拉，之后由卡尔·弗里德里希·高斯在对模算术和与二次域相关的乘法和加法的研究中进行了发展。群论的概念在代数数论中首先被隐含地使用，后来才显式地运用它们。
关于置换群的早期结果出现在约瑟夫·拉格朗日、保羅·魯菲尼和尼尔斯·阿贝尔等人关于高次方程一般解的工作中。1830年，埃瓦里斯特·伽罗瓦第一个用群的观点来确定多项式方程的可解性。伽罗瓦首次使用了术语“群”，并在新生的群的理论与域论之间建立起了联系。这套理论现在被称为伽罗瓦理论。阿瑟·凯莱和奥古斯丁·路易·柯西进一步发展了这些研究，创立了置换群理论。
群论的第三个主要历史渊源来自几何。群论在射影几何中首次显示出它的重要性，并在之后的非欧几何中起到了作用。菲利克斯·克莱因用群论的观点，在不同的几何学（如欧几里德几何、双曲几何、射影几何）之间建立了联系，即爱尔兰根纲领。1884年，索菲斯·李开始研究分析学问题中出现的群（现在称为李群）。
属于不同领域的来源导致了群的不同记法。群的理论从约1880年起开始统一。在那之后，群论的影响一直在扩大，在20世纪早期促进了抽象代数、表示论和其他许多有影响力的子领域的建立。有限单群分类是20世纪中叶一项规模庞大的工作，对一切的有限单群进行了分类。

## 分类
群论考虑的群的类型从有限置换群和一些特殊的矩阵群逐渐进展到抽象群。这些抽象群可以由生成元和关系给定。

### 置换群
置换群是第一类被系统研究的群。对给定的集合{\displaystyle X}，{\displaystyle X}到自身的一些双射（通常叫做置换）的集合{\displaystyle G}如果在复合运算和求逆运算下封闭，那么称{\displaystyle G}是一个作用于{\displaystyle X}上的群。如果{\displaystyle X}包含{\displaystyle n}个元素而{\displaystyle G}包含所有可能的置换，那么{\displaystyle G}被称为对称群{\displaystyle S_{n}}。一般地，任何置换群都是{\displaystyle X}的对称群的子群。凯莱定理表明，通过构造左正规表示，任何一个群都可以视作自身上的一个变换群。

### 矩陣群
例子：李群

### 變換群
如果集合{\displaystyle A}的所有一一变换作成群，则称为{\displaystyle A}的一一变换群或对称群。
设{\displaystyle G}是一个非空集合，{\displaystyle G}的元素间定义一种运算“{\displaystyle \circ }”。如果{\displaystyle G}满足以下的条件：
1.（运算封闭性）对于{\displaystyle G}中的任意两个元素{\displaystyle a}、{\displaystyle b}，恒有{\displaystyle a\circ b\in G}；
2.（结合律）对于{\displaystyle G}中的任意三个元素{\displaystyle a}、{\displaystyle b}、{\displaystyle c}，恒有{\displaystyle \left(a\circ b\right)\circ c=a\circ \left(b\circ c\right)}；
3.（单位元）存在单位元{\displaystyle e\in G}，使得对于{\displaystyle G}中的任意元素{\displaystyle a}，都有{\displaystyle e\circ a=a}；
4.（逆元）对于{\displaystyle G}中的任意元素{\displaystyle a}，存在{\displaystyle a}的逆元{\displaystyle b\in G}，使得{\displaystyle b\circ a=e}。
则称{\displaystyle G}关于运算“{\displaystyle \circ }”作为一个群。简称{\displaystyle G}是一个群。
设{\displaystyle A}是一个非空集合，{\displaystyle A}的若干个一一变换对于变换的乘法所作成的群称为{\displaystyle A}的一个变换群。

### 抽象群
一个集{\displaystyle G}，如果它不是空集，而且满足以下四个条件，就叫做群：
①{\displaystyle G}中有一个闭合的结合法。这就是说，{\displaystyle G}中任意两元{\displaystyle a,b}的结合{\displaystyle c}仍然是{\displaystyle G}中元。结合法通常写成乘法，这时{\displaystyle c}又叫做{\displaystyle a,b}的积。一般用记号{\displaystyle ab=c}或{\displaystyle a\cdot b=c}表示。要注意，积{\displaystyle ab}虽然是由{\displaystyle a,b}唯一决定的，但一般它还与{\displaystyle a,b}的顺序有关。即{\displaystyle ab}不一定等于{\displaystyle ba}。
②{\displaystyle G}的结合法满足结合律。也就是说，对于{\displaystyle G}中任意三元{\displaystyle a}、{\displaystyle b}、{\displaystyle c}，有{\displaystyle \left(ab\right)c=a\left(bc\right)}。
③{\displaystyle G}中有一个（左）单位元{\displaystyle e}，对{\displaystyle G}中任意元{\displaystyle a}，有{\displaystyle ea=a}。事实上由于可以证明群的左单位元也是右单位元，因而一般把{\displaystyle e}就叫做单位元。
④对于{\displaystyle G}中任意元{\displaystyle a}，在{\displaystyle G}中有一个满足{\displaystyle a^{-1}a=e}的（左逆元）{\displaystyle a^{-1}}，此处{\displaystyle e}就是上面的（左）单位元。实际上，可以证明，在群中，{\displaystyle a}的左逆元也是右逆元。因此，一般把{\displaystyle a^{-1}}就叫{\displaystyle a}的逆元。

### 拓撲群／代數群
设{\displaystyle G}是拓扑空间，又是一个群，而且群的乘积运算与求逆按此拓扑是连续的，即从拓扑空间{\displaystyle G\times G}到拓扑空间{\displaystyle G}上的映射{\displaystyle m:\left(x,y\right)\rightarrow x\cdot y}及从{\displaystyle G}到{\displaystyle G}上的映射{\displaystyle f:x\rightarrow x}都是连续映射，则称{\displaystyle G}为拓扑群。如果{\displaystyle G}作为拓扑空间是局部紧(或紧、连通、单连通)的,则称G为局部紧(或紧、连通、单连通)拓扑群。例如，{\displaystyle n}维欧氏空间中所有向量所成的加群，再加上通常的拓扑，就是一个交换拓扑群；实数域R上所有n阶非奇异方阵所成的乘法群{\displaystyle GL(n,R)}，再加上通常的拓扑，是一个局部紧拓扑群；而所有行列式为1的正交矩阵所成的群{\displaystyle SO(n,R)}是一个紧连通拓扑群。
从拓扑群{\displaystyle G}到拓扑群H内的映射{\displaystyle f:G\rightarrow H}，如果作为群结构它是群同态，作为拓扑空间的映射它是连续的，那么{\displaystyle f}称为从拓扑群{\displaystyle G}到拓扑群H的同态，简称同态。如果同态f是双射, 而且逆映射{\displaystyle f}也是连续的，那么f称为拓扑群{\displaystyle G}到拓扑群H上的同构映射，简称“同构”。拓扑群全体带上拓扑群间的同态，构成一个范畴。这个范畴就是拓扑群论研究的对象。
在数学中，拓扑群概念最初是由连续变换群的研究所引起，人们发现在处理许多连续变换群的问题中所出现的群，往往不必考虑作变换群，而只需研究这些群本身，于是产生了连续群的概念。M.S.李是最初对连续群进行系统研究而卓有成就的人。李群就是因他得名。

## 应用
群论在数学上被广泛地运用，通常以自同构群的形式体现某些结构的内部对称性。结构的内部对称性常常和一种不变式性质同时存在。如果在一类操作中存在不变式，那这些操作转换的组合和不变式统称为一个对称群。
阿贝尔群概括了另外几种抽象集合研究的结构，例如环、域、模。
在代数拓扑中，群用于描述拓扑空间转换中不变的性质，例如基本群和透射群。
李群的概念在微分方程和流形中都有很重要的角色，因其结合了群论和分析学，李群能很好的描述分析数学结构中的对称性。对这类群的分析又叫调和分析。
在组合数学中，交换群和群作用常用来简化在某些集合内的元素的计算。
后来群论广泛应用于各个科学领域。凡是有对称性出现的地方，就会有它的影子，例如物理學的超弦理論。